# محمدصادق رجحان
محمدصادق رجحان (۱۳۱۰ شیراز-۱۷ اردیبهشت ۱۳۹۰ تهران) پزشک بافت‌شناس و دارای آثار متعدد در زمینهٔ بافت‌شناسی پزشکی و اخلاق دینی در پزشکی است. وی در نخستین همایش چهره‌های ماندگار چهرهٔ ماندگار بافت‌شناسی شناخته شد.

## زندگی‌نامه
محمدصادق رجحان در سال ۱۳۱۰ در شیراز زاده شد. او در سال ۱۳۲۹ در رشته پزشکی دانشگاه تهران پذیرفته شد و در سال ۱۳۳۵ دانشنامه پزشکی خود را با درجه ممتازی از همان دانشگاه دریافت کرد. رجحان در همان دانشگاه مشغول به کار شد و در سال ۱۳۶۸ به مقام استادی ارتقاء یافت. او همچنین در سال ۱۳۶۸ به عنوان استاد نمونه کشور و در سال ۱۳۸۰ در نخستین همایش چهره‌های ماندگار به عنوان چهره ماندگار در عرصه علم بافت‌شناسی معرفی شد و مورد تقدیر قرار گرفت. وی سرانجام در ۱۳۹۰ اردیبهشت ماه ۱۳۹۰ درگذشت.

## آثار
- بافت‌شناسی انسانی، ضروریات بافت‌شناسی
- بافت‌شناسی و اطلس رنگی برای آسیب شناسان
- چکیده قانون در طب ابن سینا
- بهداشت درمان آموزش پزشکی از قرآن کریم و کلام معصومین[۳]